# Ophioglossum grayi
Ophioglossum grayi là một loài dương xỉ trong họ Ophioglossaceae. Loài này được Beck mô tả khoa học đầu tiên năm 1833.
Danh pháp khoa học của loài này chưa được làm sáng tỏ. 